# 太康陵
太康陵被认为是中国夏朝君主太康的陵墓，位于河南省太康县东南2公里城关回族镇王陵村西。1984年进行文物普查，发现汉代绳纹板瓦，证明墓为汉代所建。
太康陵和少康陵同在王陵村境内，该村亦是由此得名。1934年，时任太康县长周镇西请匠人在墓前修牌楼，“高丈余，青砖红瓦，刻花雕龙”，并派专人看护。清明节期间，当地师生都到此修坟植树，游客亦前来观光旅游。文化大革命时期，太康墓青碑被砸，陵墓被挖。因疑为陷阱，未再挖，又封闭砌好。1984年，文物普查时，该墓坐北朝南，为圆丘形，高4米，周长84米。
2010年7月《周口晚报》报道中，太康陵除圆形封土外，仅在封土前有一座坐北朝南、刻有太康墓志铭的牌楼。随行人员许东阳经过大致测量得知，墓地占地面积约600平方米，陵墓高2～3米。许东阳指，因当地群众取土，“陵墓上的封土越来越少”。报道使用的照片显示，1989年3月，太康县人民政府相继树立标注“重点文物保护单位”的“太康陵”和“少康陵”标牌。